# Григорій Габададзе
Григорій Габададзе — фізик-теоретик, який спеціалізується в галузі гравітації, космології та фізики елементарних частинок. Він обіймає посаду професора фізики в Нью-Йоркському університеті, де він також працює деканом з науки в Школі мистецтв і наук. На своїх попередніх посадах у Нью-Йоркському університеті Габададзе був завідувачем кафедри фізики та директором Центру космології та фізики елементарних частинок.
Робота Габададзе значно сприяла розумінню гравітаційних теорій, включаючи розробку моделі брани-світу Двалі-Габададзе-Порраті та теорії масивної гравітації де Рама-Габададзе-Толлі (dRGT).

## Молодість і освіта
Батько Григорія Габададзе — почесний професор хімії, який працював деканом кафедри хімічної технології та металургії, а його мати — колишній викладач аналітичної хімії та науки про навколишнє середовище в Грузинському технічному університеті в Тбілісі, Грузія. Габададзе навчався в Тбіліській державній школі № 61 і паралельно відвідував уроки фізики та математики в Грузинському технічному університеті під керівництвом Реваза Догонадзе, який познайомив його з лекціями Фейнмана з фізики. Після смерті Догонадзе Габададзе самостійно вивчав Лекції Фейнмана протягом шкільних років. Потім він отримав ступінь бакалавра та магістра в Московському державному університеті, а потім отримав ступінь доктора філософії в Університеті Рутгерса, де він проводив свої дослідження під керівництвом Гленіса Фаррара.

## Дослідження та кар'єра
Протягом своєї кар'єри Габададзе обіймав різні посади в академічних та дослідницьких колах. Він розпочав роботу в Нью-Йоркському університеті (Нью-Йоркський університет) як науковий співробітник на кафедрі фізики з 1998 по 2000 рік. У цей період, у 2000 році, він співпрацював з Гією Двалі та Массімо Порраті, щоб запропонувати модель DGP гравітації. Ця модель, яка припускає існування 4+1-вимірного простору Мінковського з вбудованим у нього 3+1-вимірним простором, відзначалася своєю подвійною дією, що включає як 4-D, так і 5-D дії Ейнштейна-Гільберта, і була запропонована для пояснення космічного прискорення без потреби в невеликій, але ненульовій щільності енергії вакууму.
Після роботи над моделлю DGP Габададзе став науковим співробітником Інституту тонкої теоретичної фізики WI в Університеті Міннесоти, і займав цю посаду з 2000 по 2002 рік. Потім він провів рік науковим співробітником у відділі теорії в CERN у Женеві, Швейцарія (2002—2003), перш ніж повернутися до Нью-Йоркського університету в якості асистента. Професор на кафедрі фізики з 2003 по 2007 рік. Потім його підвищили до доцента, і він працював на цій посаді з 2007 по 2011 рік.
У 2008 році Габададзе обійняв посаду директора Центру космології та фізики елементарних частинок на фізичному факультеті Нью-Йоркського університету, на якій він обіймав посаду до 2013 року з відпусткою в 2011/2012 навчальному році. Під час свого директорства, у 2010 році, він спільно з де Рамом та Ендрю Дж. Толлі розробив нелінійну теорію масивного гравітону, відому як теорія де Рама-Габададзе-Толлі (dRGT). Ця теорія, яка є теоретично послідовною та вільною від привидів, стала значним внеском у сферу масивної гравітації.
У 2011 році Габададзе був призначений професором кафедри фізики Нью-Йоркського університету. З 2017 року він працював за сумісництвом заступником директора з фізики у відділі математики та фізичних наук, а з 2023 року — старшим віце-президентом з фізики у Фонді Сімонса. Він також обіймав посаду завідувача кафедри фізики Нью-Йоркського університету з 2013 по 2019 рік.
У 2019 році Габададзе було призначено деканом факультету мистецтв і науки Нью-Йоркського університету, а в 2021 році він розширив свої адміністративні повноваження, ставши віце-деканом з досліджень мистецтв і науки Нью-Йоркського університету.

## Конфлікт навколо звільнення викладачів
У 2022 році відставний професор Прінстонського університету Мейтленд Джонс-молодший підписав однорічний контракт із Нью-Йоркським університетом на викладання курсів органічної хімії після того, як він пішов на пенсію з Прінстонського університету в 2007 році. Контракт можна було продовжити лише за умови задовільних результатів. Габададзе не став продовжувати контракт з Джонсом. У жовтні 2022 року в статті New York Times повідомлялося, що Габададзе суперечливо звільнив Мейтленда Джонса-молодшого після того, як студенти поскаржилися, що уроки органічної хімії Джонса були довільно оцінені та занадто важкі. Деякі з колег Джонса заперечували, що Габададзе створив «прецедент, повністю позбавлений належного процесу, який міг би підірвати свободи викладачів і, відповідно, ослабити перевірену педагогічну практику». У тій же статті речник Нью-Йоркського університету Джон Бекман зазначив, що оцінки курсу Джонса «були найгіршими не лише серед членів хімічного факультету, але й серед усіх наукових курсів бакалаврату університету», і що професор отримав багато студентських скарг на його «зневажливість, відсутність відповіді, поблажливість і непрозорість щодо оцінювання».